# Clemente Faccani
Clemente Faccani (ur. 19 października 1920 w Lugo we Włoszech, zm. 15 września 2011) – włoski duchowny katolicki, arcybiskup, nuncjusz apostolski.

## Życiorys
10 kwietnia 1943 otrzymał święcenia kapłańskie i został inkardynowany do diecezji Faenza. W 1953 rozpoczął przygotowanie do służby dyplomatycznej na Papieskiej Akademii Kościelnej.
27 czerwca 1983 został mianowany przez Jana Pawła II pro-nuncjuszem apostolskim w Kenii oraz arcybiskupem tytularnym Serra. Sakry biskupiej udzielił mu kardynał Agostino Casaroli. 
31 grudnia 1995 przeszedł na emeryturę. Zastąpił go abp Giovanni Tonucci. Zmarł 15 września 2011.